# Лев Ландау
Лев Давидович Ландау е руски (съветски) учен, с големи приноси в областта на теоретичната физика. Известен е със своята квантово-механична теория за диамагнетизма, теорията на фазовите преходи от втори род, теорията на Гинзбург-Ландау за свръхпроводимостта, полюсите на Ландау в квантовата електродинамика и теорията за свръхфлуидността на течния хелий, за която през 1962 година получава Нобелова награда за физика.

## Биография

### Ранни години
Роден е на 22 януари 1908 година в Баку, Руска империя (днес Азербайджан), в семейство от еврейски произход. Започва образованието си в еврейско училище и на 14 години постъпва в Държавния университет на Азербайджан, където едновременно следва в два факултета – във физико-математическия и в химичния. Заради изключителните си успехи е прехвърлен в Ленинградския университет. През 1926 година публикува първите си работи в областта на теоретичната физика, където въвежда понятието „матрица на плътността“.
През 1929 г. Ландау е изпратен в научна командировка за специализиране в Германия, в Дания при Нилс Бор, в Англия и в Швейцария. Впечатлява Айнщайн, работи съвместно с Нилс Бор, когото оттогава счита за свой единствен учител.
На 5 юли 1934 г. се жени за Конкордия Дробанцева, само няколко дни преди да се роди синът им Игор (1934 – 2011). През същата година, той получава докторска степен по физика и математика, преди да защити дисертация.

### Арест
На 27 април 1938 г. по обвинение в шпионаж в полза на Германия Ландау е арестуван в Москва. По това време той оглавява Теоретичния отдел на Института за физични проблеми (ИФП) към АН на СССР. Четири дни преди това Ландау редактира написания от М.А.Корец позив, призоваващ към сваляне на режима на Сталин, в който той е наречен фашистки диктатор. Текстът на листовката е предаден на антисталинистка група студенти за разпространение по пощата. Това намерение става известно на органите за държавна сигурност на СССР и Ландау, Корец и Юрий Румер са арестувани за антисъветска агитация. Веднага след това Ландау вече не фигурира в щата на ИФП. В ареста на Бутирския затвор ученият прекарва точно една година. Освободен е благодарение на директора на ИФП Пьотър Капица, който пише писма до Сталин и Вячеслав Молотов, да бъде освободен. За него се застъпва и Нилс Бор. Само два дни след освобождението му е възстановен в ИФП, където остава до смъртта си.

### Последни години
На 7 януари 1962 г. Ландау претърпява тежка автомобилна катастрофа, докато пътува на задната седалка от Москва за Дубна. Изпада в кома близо два месеца, след което престава да се занимава с научна дейност.
Умира на 1 април 1968 г. след неуспешна операция на стомаха.

## Признание
- 1951 – член на Датската кралска академия на науките;
- 1956 – член на Кралската академия на науките на Нидерландия;
- 1960 – чуждестранен член на Лондонското кралско общество, Националната академия на науките на САЩ, Американската академия за изкуство и наука, Френското физическо общество и Лондонското физическо общество;
- 1962 – Нобелов лауреат.